# イーリオネウス
イーリオネウス（古希: Ἰλιονεύς, Īlioneus）は、ギリシア神話の人物である。長母音を省略してイリオネウスとも表記される。主に、
- ポルバースの子
- トロイアーの長老
- アイネイアースの部下

が知られている。以下に説明する。

## ポルバースの子
このイーリオネウスは、トロイアー人ポルバースの子である。父ポルバースはヘルメース神の寵に恵まれた人物で、豊かな財産の持ち主であり、イーリオネウスはポルバースに生まれた唯一の子供であった。彼はトロイア戦争で戦ったが、アカマースの大言壮語に憤慨したペーネレオースに槍で眼を突かれ、眼球をえぐり取られて死んだ。あるいは小アイアースに討たれた。

## トロイアの長老
このイーリオネウスは、トロイアーの長老の1人である。長老的人物については『イーリアス』3巻に言及されているが、この人物の名前はない。トロイアーが陥落した際にディオメーデースに遭遇し、命乞いをしたが殺された。

## アイネイアースの部下
このイーリオネウスは、英雄アイネイアースとともにトロイアーを脱出した人物である。イーリオネウスは最年長者で、アイネイアースの船団の1つを任されていた。カルターゴーに到着した際には女王ディードーと言葉を交わした。

## その他のイーリオネウス
- アムピーオーンとニオベーの子供の1人[7]。